# O.C. and Stiggs
O.C. and Stiggs (em Portugal, Delinquentes em Tempos Quentes) é um filme norte-americano de 1985, do gênero comédia, dirigido por Robert Altman.
O filme recebeu críticas medíocres.

## Sinopse
O.C. e Stiggs não são adolescentes comuns. Não só eles detestam o seu ambiente suburbano como planejam destruí-lo. Eles encetam uma vingança contra a família Schwab, que corporiza tudo aquilo que eles odeiam: a classe média.

## Elenco
- Daniel H. Jenkins .... O.C.
- Neill Barry .... Stiggs
- Jane Curtin .... Elinore Schwab
- Paul Dooley .... Randall Schwab
- Jon Cryer .... Randall Schwab, Jr.
- Ray Walston .... Gramps
- Tina Louise .... Florence Beaugereaux
- Cynthia Nixon .... Michelle
- Melvin Van Peebles .... Wino Bob
- Dennis Hopper .... Sponson
- Martin Mull .... Coletti
- Louis Nye .... Garth